# Jean Peters
Pour les articles homonymes, voir Peters.
Cet article possède un paronyme, voir Jean Harlow.
Jean Peters, née le 15 octobre 1926 à Canton dans l'Ohio et morte le 13 octobre 2000 à Carlsbad en Californie, est une actrice américaine.

## Biographie

### Jeunesse et débuts
Elizabeth Jean Peters naît à Canton dans l’Ohio. À l’âge de 20 ans, elle est élue miss Ohio, concours dont le prix est un voyage à Hollywood.
Engagée par la Twentieth Century Fox, elle débute en 1947 dans Capitaine de Castille, un film de Henry King dans lequel elle a pour partenaire l'acteur Tyrone Power. Le triomphe de cette première apparition lance sa carrière.

### Carrière
Le succès de Capitaine de Castille permet à Jean Peters de tourner sans discontinuer jusqu’en 1955.
En 1948, c’est Deep Waters avec le même Henry King qui la dirigera une fois encore dans Wait Till the Sun Shines, Nellie, en 1952. En 1949, elle tourne It Happens Every Spring de Lloyd Bacon, et en 1950 Ma brute chérie d'Alexander Hall. Pour Jacques Tourneur, elle est une capitaine de navire dans La Flibustière des Antilles, un film d’aventure tiré du roman de Herbert Ravenel Sass, en 1951. Cette même année, on la retrouve dans Le Temps des cerises de Jean Negulesco et Rendez-moi ma femme de Harmon Jones, avec aussi Marilyn Monroe.

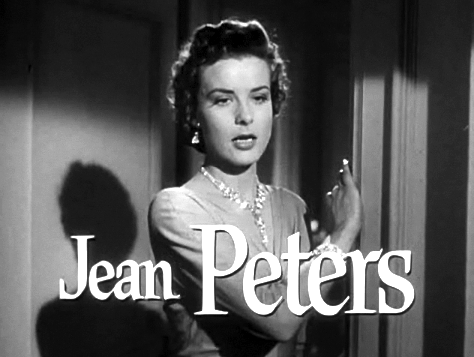
Jean Peters dans Meurtre prémédité (1953).

L’année suivante, elle apparaît dans quatre films, dont la fresque Viva Zapata ! d'Elia Kazan, aux côtés de Marlon Brando et Anthony Quinn. La Sarabande des pantins est un film à sketches s'inspirant notamment de la nouvelle The Last Leaf (en), réalisé par Negulesco. Avec le même réalisateur, elle tourne dans Prisonniers du marais, puis enchaîne avec Le Port de la drogue de Samuel Fuller dans lequel elle donne la réplique à Richard Widmark.
En 1953, après Le crime était signé de Harry Horner, c’est Niagara de Henry Hathaway où elle retrouve Marilyn Monroe, un film policier qui a pour cadre les célèbres chutes. L’année suivante, dernier film avec Negulesco, La Fontaine des amours et deux grands westerns : La Lance brisée d’Edward Dmytryk avec Spencer Tracy, Robert Wagner et Richard Widmark, un remake de La Maison des étrangers, et Bronco Apache de Robert Aldrich, un film pro-indien où elle joue aux côtés de Burt Lancaster et Charles Bronson.
Sa carrière cinématographique s’achève en 1955 avec Au service des hommes de Henry Koster. Entre 1973 et 1988, elle ne fait que quelques apparitions à la télévision.

### Vie privée
En 1957, Jean Peters épouse le milliardaire Howard Hughes, dont elle divorce en 1971 pour se remarier avec le producteur et directeur de la Fox, Stanley Hough.
Elle meurt le 13 octobre 2000 à Carlsbad en Californie, des suites d’une leucémie.

## Filmographie

### Cinéma

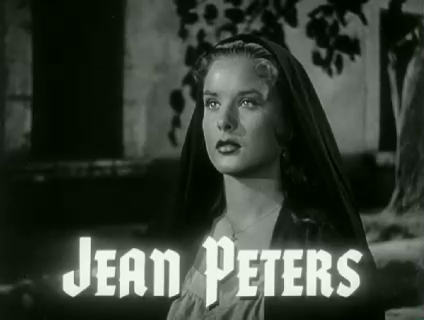
Jean Peters dans Capitaine de Castille (1947).

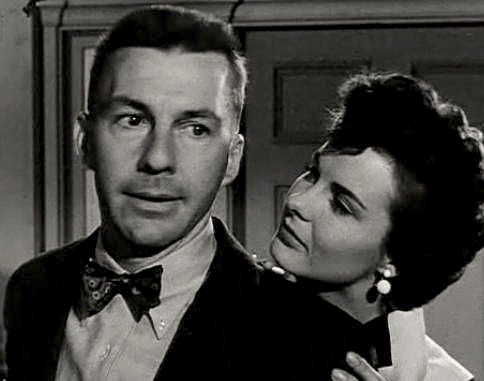
Avec David Wayne dans Rendez-moi ma femme (1951).

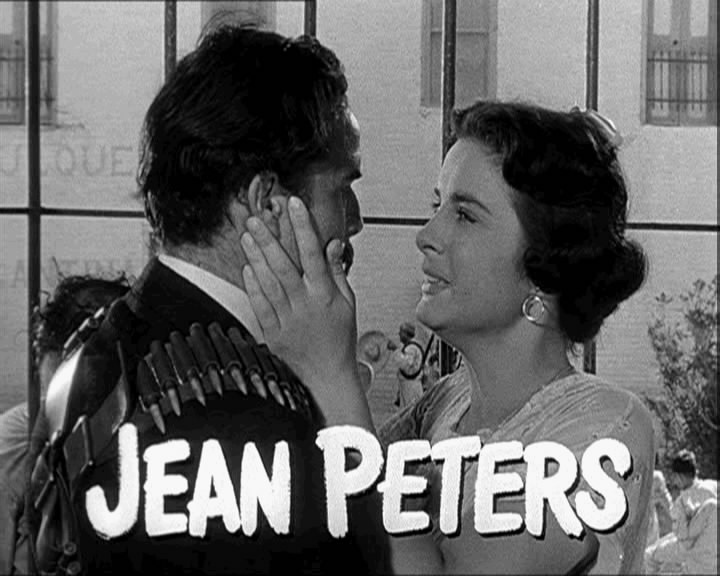
Aux côtes de Marlon Brando dans Viva Zapata ! (1952).

- 1947 : Capitaine de Castille de Henry King : Catana Perez
- 1948 : Deep Waters de Henry King : Ann Freeman
- 1949 : Faux Jeu de Lloyd Bacon : Deborah Greenleaf
- 1950 : Ma brute chérie (Love That Brute) de Alexander Hall : Ruth Manning
- 1951 : La Flibustière des Antilles de Jacques Tourneur : la capitaine Anne Providence (Anne Bonny)
- 1951 : Le Temps des cerises de Jean Negulesco : Dallas Prewitt
- 1951 : Rendez-moi ma femme de Harmon Jones : Alice Hodges
- 1952 : Viva Zapata ! d'Elia Kazan : Josefa Zapata
- 1952 : Wait Till the Sun Shines, Nellie de Henry King : Nellie Halper
- 1952 : La Sarabande des pantins de Jean Negulesco : Susan Goodwin
- 1952 : Prisonniers du marais de Jean Negulesco : Laurie Harper
- 1953 : Le Port de la drogue de Samuel Fuller : Candy
- 1953 : Le crime était signé d'Harry Horner : Vicki Lynn
- 1953 : Niagara de Henry Hathaway : Polly Cutler
- 1953 : Meurtre prémédité d'Andrew L. Stone : Lynn Cameron
- 1954 : La Fontaine des amours de Jean Negulesco : Anita Hutchins
- 1954 : La Lance brisée de Edward Dmytryk : Barbara
- 1954 : Bronco Apache de Robert Aldrich : Nalinie
- 1955 : Au service des hommes d'Henry Koster : Catherine Wood Marshall

### Télévision
- 1973 : Winesburg-en-Ohio (téléfilm) : Elizabeth Willard
- 1976 : Arthur Hailey's the Moneychangers (série) : Beatrice Heyward
- 1981 : Peter and Paul (en) (téléfilm) : Priscilla
- 1988 : Arabesque (série) : Siobhan O'Dea